# Peter Piekos
Peter Piekos, pseudoniem van Pieter Koster (Amsterdam, 13 januari 1918 – 26 september 2000), was een Nederlands variétéartiest. Hij was imitator, conferencier en presentator en werkte met Lou Bandy, Kees Pruis en de Kilima Hawaiians. Hij is ook bekend geworden door zijn vertolkingen in Nederlands gesproken tekenfilms zoals Calimero, waarin hij de stem van Pieter Eend insprak, en Wickie de Viking. Ook was hij regelmatig in Sesamstraat te horen, onder meer als stem van Koekiemonster. Pieter was in de jaren 50 met een kinderstemmetje vaak te horen op de platen van Teddy en Henk Scholten als 'Marietje'. 